# Нацртна геометрија
Нацртна геометрија је наука о представљању просторних тела у равни пројекција. Основом нацртне геометрије је једнозначни однос између представљеним објектом и његовом пројекцијом (једном или више њих). Поједностављено речено ту се ради о представљању тела у три димензије на дводимензионалну раван цртежа. Најосновнији објекти са којим нацртна геометрија ради су тачке, праве, равни и углови. Практично искориштавање нацртне геометрије је свугде где треба да се тачно нацртају разни просторни објекти као машинство или архитектура. 